# Канцелярський клей
Канцеля́рський клей — з'єднуючий матеріал, призначений для склеювання виробів з паперу, картону та іноді деяких тканин. За фізико-хімічними властивостями є водним розчином силікату натрію. Його основним недоліком є поява жовтих плям на місцях його нанесення.